# Centerview (Missouri)
Centerview est une ville du comté de Johnson, dans le Missouri, aux États-Unis,. Située au centre du comté, elle est incorporée en 1960.

## Démographie
Lors du recensement de 2010, la ville comptait une population de 267 habitants. Elle est estimée, en 2017, à 268 habitants.

### Source de la traduction
- (en) Cet article est partiellement ou en totalité issu de l’article de Wikipédia en anglais intitulé « Centerview, Missouri » (voir la liste des auteurs).